# 中国人民解放军陆军第二十三集团军
中国人民解放军陆军第二十三集团军，代号为中国人民解放军81032部队，军部驻地黑龙江省哈尔滨市。

## 沿革

### 抗日战争
前身可以追溯到中国工农红军时期，由抗日战争中的新四军第二支队第四团、苏皖支队、第一师第三旅、苏浙军区第三纵队和第二次国共内战中的华中野战军第一师、华东野战军第四纵队等部队演变而来。
前身中的一支是以1927年12月由方志敏、邵式平、黄道等人领导的江西省横峰县、弋阳县农民起义武装演变而来的红十军团为基础组建的红军闽浙军区挺进师；一支是1928年春夏，由邓子恢、张鼎丞等人领导的福建省龙岩县、永定县、上杭县等地农民起义武装演变而来的地方红军，和红二十四师等部组成的红军闽西南抗日讨蒋军第四、第五支队；一支是1929年福建省漳州农民起义武装演变而来的红军闽南独立第三团。红军主力长征后，上述三支部队在浙南、闽西南、闽南地区坚持了南方三年游击战争。抗日战争爆发后，这三支部队在1937年秋陆续下山集中。1938年2月，闽南、闽西南红军部队在福建省龙岩县白土镇改编为新四军第二支队，下辖第三、第四团。其中，第四团（即陆军第二十三集团军的前身）团长卢胜，副团长叶道之，参谋长廖海涛，政训处主任王胜，该团下辖两个营。第一营由闽南独立第三团等部队组成，共300多人；第二团由闽西南抗日讨蒋军第四、第五支队等部队组成，共计大约400人。1938年4月，第四团冲破中国国民党阻挠，抵达皖南泾县田坊，第三支队第七团队（即原闽浙军区挺进师）调归第四团编为笫三营，全营共计400多人。1938年5月，张道庸（即陶勇）任第四团团长，廖海涛任政治委员，王胜任参谋长，刘央宗任政治处主任。
1940年2月，在江苏省仪征县移居集，第四团与新四军挺进纵队第三团等部组成新四军苏皖支队，陶勇任司令员，卢胜任政治委员兼政治处主任，梅嘉生任副司令员，张震东任参谋长，下辖3个营以及1个特务大队。1940年7月，在江苏省江都县塘头镇，苏皖支队扩编为新四军苏北指挥部第三纵队，司令员兼政治委员陶勇，副司令员陈玉生，参谋长张震东，政治部主任卢胜，下辖第三团（原苏皖支队）、第七团（原挺进纵队第八团）、第八团（原江都独立团）。1940年10月，第三纵队参加黄桥战役，完成了坚守黄桥的任务，歼敌6000多人。战后，第七团、第八团调出第三纵队，第一纵队第五团调归第三纵队建制。1941年2月，第三纵队在江苏省如皋县掘港改编为新四军第一师第三旅，旅长陶勇，政治委员刘先胜，参谋长张震东，政治部主任卢胜，下辖第七团（原第三团）、第八团（原第五团）、第九团（原苏北第四区第三旅）、南通独立团。1945年1月，在浙江省长兴县槐花坎，第三旅改编为新四军苏浙军区第三纵队，司令员陶勇，政治委员阮英平，副司令员兼参谋长彭德清，政治部主任韩念龙，下辖第七支队（原第七团）、第八支队（原特务第四团）、第九支队（原特务第一团）。在抗日战争中，陆军第二十三集团军的前身部队作战2980多次，歼灭日伪军18800多人、顽军29800多人。

### 第二次国共内战
1945年11月，第三纵队在江苏省淮安县整编为新四军华中野战军第八纵队，司令员兼政治委员陶勇，副司令员彭德清，副政治委员伍洪祥，政治部主任韩念龙，下辖第六十四团（原第七支队）、第六十六团（原第八支队）、第六十八团（原第九支队）、第七十团（苏浙军区第1军分区独立第1团）、第七十二团（原第三纵队特务团、苏浙军区特务团合编）。1946年5月8日，第八纵队在江苏省如皋县整编为新四军华中野战军第一师，华中野战军司令员粟裕兼第一师师长及政治委员，陶勇任副师长，王集成任副政治委员，梅嘉生任参谋长，韩念龙任政治部主任，全师共计15942人，下辖第一旅、第三旅。
- 第一旅旅长为张震东，政治委员为卢胜，副旅长兼参谋长为谭知耕，政治部主任为张日清，下辖
  - 第一团：由华中第1分区基干武装改编
  - 第二团：如皋警卫团-->华中野战军第7纵队第61团。在苏中战役中首创立功运动，野战军政治部主任钟期光据此写了6万多字的《一年来华野立功运动的总结报告》，上报军委和毛泽东主席，得到了毛泽东主席的赞扬。延安《解放日报》三次发表评论,号召全解放区普遍地开展这一运动，至此，立功运动推向全军，并一直发展至今。1952年9月，200团入朝参战，参加了丁字山防御战、反击石岘洞北山战斗，涌现出志愿军一级战斗英雄、特等功臣、朝鲜民主主义人民共和国英雄许家朋等英雄模范。1958年3月回国。1966年涌现出的拦惊马救儿童英勇献身的英雄战士刘英俊，《人民日报》发表题为《人民的好儿子》的社论，把学习活动推向全国。
  - 第三团（陈玉生起义部队改编的新四军苏北指挥部独立支队-->1940年8月编为新四军苏北指挥部第3纵队7团-->1941年4月调归苏北临时行政委员会保安司令部警卫团-->1942年7月与1师特务营等部合编为1师兼苏中军区教导团（1师特务营为第1营、保安队两个连及师政卫连遍为第2营、行委会警卫团为第3营）-->1944年2月改称1师兼苏中军区特务第1团-->1944年末编入第1师第3旅为特1团-->1945年1月13日改编为苏浙军区第3纵队第9支队-->1945年11月改编为华中野战军第8纵队第68团-->1946年8月与南通警卫团改编的华中1分区特2团合编为华中野战军第1师第1旅为第3团。作风硬朗，战斗力强，是军、师主力团）
- 第三旅旅长为彭德清，政治委员为伍洪祥，副旅长兼参谋长为张云龙，政治部主任为李彬山，下辖
  - 第七团（红军团、老虎团）1927年底由方志敏领导的戈阳、横峰起义后组建的赣东北农民革命团。1929年4月，农民革命团扩编为江西红军独立第1团。1930年6月扩编为红军独立师。1930年7月，独立师扩编为中国工农红军第10军，同时还成立一个赤色警卫师。1933年1月，红10军奉命编入红七军团，调驻中央苏区；留在赣东北的赤色警卫师扩编为新的红十军，由方志敏领导。1934年7月，驻守在福建连城地区的红七军团组成北上抗日先遣队，1934年11月初在皖南汤口红七军团与新红十军再度会师，合编为红十军团，下辖19、20， 21师，全军团约4万人。1935年2月，突围部队组成了中国工农红军挺进师，粟裕为师长，刘英为政委，王蕴瑞为参谋长，黄富武为政治部主任，全师共500余人，向浙南进军，坚持了三年游击战争。1938年1月，该师编为新四军二支队四团（闽南红军独立3团、中央红军第24师71团的部分也编入了该团），卢胜任团长兼政委，叶道之任副团长。新四军一师三旅七团。1946年5月，林少克任团长，蒋新生任政委。
  - 第八团
  - 第九团（渡江突击先锋团）1945年8月，新四军苏浙军区第3纵队成立了特务团，下辖两个营，1营以杭嘉湖游击支队（3纵8支队在1945年4月挺进杭嘉湖敌后新区帮助建立起来的地方武装）组成，2营以3纵8支队第3连及1945年7月12日国民党“忠义救国军”第2纵队第4团2营在营长姚建的率领下举行起义带出的4个排（每连第一个排及临时配属的总部一个机炮排）及营部大部人员共170多人，起义前配发为美械装备，武器精良，火力强大，是当时3纵装备最好的一个营。1945年11月，北撤的苏浙军区第3纵队改为华中野战军第8纵队，3纵特务团和苏浙军区特务团合编为第72团。1946年5月，华中野战军第8纵队扩编为华中野战军第1师，以8纵70团（苏浙军区第1军分区独立第1团）、72团合编为第1师第3旅第9团。苏中战役、保卫涟水的战役战斗后，该团首创“评定伤亡”经验，对广大指战员研究战术、提高技术，减少伤亡，增强信心发挥了重要的作用。华中军区政治部给予高度肯定，认为是“自卫战争中政治工作的新成就之一”、“在政治工作的创造性上说，是突破了内战与抗战时期的新纪录”，并向全野战军推广。延安《解放日报》也报道了该团的经验。随着“评定伤亡”运动的展开和深入，经验不断完善和丰富，逐步发展为全军普遍开展的“战评运动”，即战后四评：评指挥、评战斗动作、评技术、评纪律。1948年5月，该团2营调出，参与组建华野渡江先遣纵队。1948年10月，济南战役后，纵队特务团撤消，其第2营划归该团改为第2营。

1946年6月底，中国全面内战爆发。1946年7月13日至9月12日，第一师在粟裕直接领导下，在苏中地区六战六捷，全歼敌军1个整旅、1个师部、2个旅部、3个整团、4个交警大队等部18151人。1946年9月24日到12月12日，第一师参加涟水、盐城等反击作战，歼敌3169人。1946年10月29日，第一师组建第二旅，代旅长为张云龙，副政治委员为王敬群，参谋长为贾鸿均，政治部副主任为陈茂辉，下辖
- 第四团：（“金刚钻团”）1940年4月，新四军江北指挥部特务营第4连为骨干与天长地方武装合编。1943年2月路东分区精简整编时分散组成天高支队和东南支队，担负起坚持原地斗争任务。1943年底新四军军部给中央军委的报告《华中各战略区情况演变及部队概况》里提到，淮南路东分区的某些支队战斗力有显著提高，已达到了主力兵团的水平。1944年10月，该团奉命恢复建制，番号为新四军第2师兼淮南军区路东军分区独立第4团，团长胡定千，政委赵荣。1945年上半年的路东攻势中，表现突出，尤其是1945年5月底第四次进袭六合东沟镇，全歼汪伪警卫3师9团3营近500人并收复该镇。战后被新四军第2师兼淮南军区授予“金刚钻”团荣誉称号。抗战胜利后，独立第4团编入淮南独立旅。1946年9月又调归华中野战军第1师建制，上升为主力，改番号为该师第2旅第4团。1947年2月改称华东野战军第4纵队11师31团。1949年2月全军统一部队编制番号时改为第3野战军第23军68师202团。1949年4月参加渡江战役，遭到游弋在长江水面的英国远东舰队“紫石英”号的炮击，团长邓若波及200多名指战员牺牲。在第二次国共内战中，该团参加大小战斗50余次，歼敌2万余人。1952年8月，23军进行整编，68师202团转隶67师，改番号为第199团。1952年9月，199团随军入朝参战。
- 第六团。

1946年12月下旬，第一师奉命北进山东。1947年1月2日，第一师在鲁南战役中参与围歼国军第一快速纵队，歼敌5400多人，击毁敌坦克10多辆，缴获敌坦克8辆、山野炮10门、汽车65辆等等。1947年1月19日，第一师攻占枣庄，歼灭国军整编第五十一师共11000多人，其中俘虏敌中将师长周毓英以下7700多人，缴获榴弹炮和山炮19门、轻重机枪247挺。
鲁南战役后，华中野战军特务团调归第一师建制，改称第二旅第五团。1947年1月下旬，按照中央军委命令，第一师在山东省临沂县大官庄整编为华东野战军第四纵队，司令员陶勇，政治委员王集成，参谋长梅嘉生，政治部主任刘文学，下辖第十师（由第一旅改称）、第十一师（由第二旅改称）、第十二师（由第三旅改称），全纵队共27400多人。
1947年2月下旬，第四纵队参加莱芜战役，歼敌2991人。1947年5月13日到16日，第四纵队参加孟良崮战役，歼敌8136人，其中俘虏敌整编第七十四师少将参谋长以下6477人，缴获山炮18门、轻重机枪200挺、喷火器8具、骡马459匹。1947年6月下旬，第四纵队与第一纵队出击鲁南敌后，以调动分散国军，配合刘邓大军南进，1947年7月7日攻占费县，歼敌5200多人；随后第四纵队与第一纵队进攻邹县、滕县，切断了津浦铁路，迫使敌军急调新五军等7个整编师回师援救；1947年7月24日，第十师（欠第三十团）负责掩护，第四纵队与第一纵队主力同敌军激战十二个昼夜，突破敌军7个整编师的合围，返回济宁。1947年8月上旬至9月中下旬，第四纵队主力转战鲁西南，歼敌5972人。1947年9月26日，第四纵队越过陇海铁路挺进豫皖苏，接连攻克河南省夏邑县、永城县和安徽省涡阳县、蒙城县等县，歼敌5996人，开辟了解放区。1947年10月中旬，第四纵队北返山东省曹县休整。第十师掩护主力突围后，也冲破堵截，于1947年8月10日抵达诸城县，加入华野内线兵团。1948年1月到2月，第四纵队开展新式整军运动。1948年2月13日，南下归建的第十师与第四纵队主力在河南省定陶县以北的刘楼地区会师。1948年6月下旬到7月初，第四纵队参加豫东战役，歼敌11000多人，其中俘虏敌6300多人（含4名将官），缴获炮63门、轻重机枪293挺。1947年11月6日至1948年1月10日，第四纵队参加淮海战役，先后参与全歼黄伯韬兵团、黄维兵团、杜聿明集团，共歼敌72863人，其中俘虏敌军杜聿明以下58018人，缴获炮412门、枪19878支（挺）。

### 第二次国共内战末期
1949年1月，根据中央军委统一全军编制及番号的命令，第四纵队在山东省峄县整编成中国人民解放军第二十三军，隶属中国人民解放军第三野战军第七兵团。军长陶勇，政治委员卢胜，副军长兼参谋长梅嘉生，副政治委员刘文学，政治部主任谢云晖，下辖第六十七师（由第十师改称）、第六十八师（由第十一师改称）、第六十九师（由第十二师改称）以及教导大队、炮兵团，全军共3.5万多人。1949年2月18日，第二十三军南进至江苏省泰州，归第十兵团指挥，准备渡江作战。1949年4月20日，南京国民党政府拒绝在北平和谈协议上签字。1949年4月21日，毛泽东主席、朱德总司令发布《向全国进军的命令》。1949年4月20日、21日，英国巡洋舰“紫石英”号等军舰，在第二十三军渡江江面游弋，21日下午以舰炮轰击第二十三军渡江出发阵地，打死打伤第二〇二团团长邓若波等43名指战员。第二十三军炮兵乃奋勇还击，“紫石英”号中弹起火，被迫停在镇江附近的长江江面（后来被中国人民解放军渡江后俘虏），其余舰只东逃。1949年4月21日晚七时半，第二十三军强渡长江。4月23日攻占江苏省武进县，切断宁沪铁路。4月25日攻占溧阳县城，切断宁杭公路。5月3日攻占杭州，担负杭州及萧山、绍兴、临平、海宁等地警备任务。至此渡江战役第一阶段结束，第二十三军共歼敌25516人，其中俘虏敌22406人，缴获炮157门、枪9340支。1949年5月20日到27日，第二十三军参加上海战役，歼敌11499人，其中俘虏敌10999人，缴获炮75门、枪8611支。第二次国共内战中，第二十三军及其前身部队参加主要战斗120多次，共计歼敌198617人，其中俘敌146693人（含杜聿明以下将官41人），缴获炮1155门、枪68631支（挺）、坦克30多辆、汽车587辆、骡马3000多匹及大批军用物资。部队从第二次国共内战开始时的2个旅6个团1.5万余人，发展至战争结束时的3个师10个团将近4万人。
1949年6月18日．第二十三军开赴浙江省嘉兴县，担负乍浦至海宁段的海防任务。8月1日，第二十三军改归第九兵团建制，准备解放台湾。10月24日，第二十三军重回第七兵团建制，接受了解放舟山群岛的任务。1949年12月，陈庆先出任第二十三军军长，符确坚任副政治委员，谭知耕任参谋长。1950年6月，舟山群岛的国军撤往台湾，第二十三军随即占领舟山群岛。1950年1月，第二十三军调归中国人民解放军第九兵团建制。

### 朝鲜战争
1952年6月底移至苏州驻防，准备抗美援朝。1952年7月底至8月初，按志愿军编制整编。
1952年8月，第二十三军改编为中国人民志愿军第二十三军，另外第二十五军第七十三师编入第二十三军序列。第二十三军下辖的第六十八师机关及第二〇三团机关、第二〇四团机关和第六十七师第一九九团机关转为空军建制，所属部队分别调归第六十七师、第六十九师。第二〇二团调归第六十七师建制，番号改成第一九九团。第68师的203团全部（不含团机关）、204团第1营全部、第3营9连、204团直侦通连、204团后运输连、第68师侦察连、第68师警卫连等计4个整营27个连队，共3000余人编入第69师。除204团1营编为207团2营（原207团2营拆散）外，其余分散编入第69师各团充实连队。69师原工兵连、68师侦察连和军部警卫连编入第205团。各团增建了战防炮连（207团为步炮连）和高机连（武器暂缺）。各步兵营营部增加了五七无后座力炮排（各师的五七无后座力炮27门）。各步兵连增建了火力排（师共配90火箭筒61具）。团直侦通连改为通信连，增加了无线电排。团侦查排、新建的工兵排和警卫连合编为警侦工连。师司令部撤销了办公室，师团科股根据业务性质合并了部门，加强了后勤组织，师成立了监工连。团增建了手推车连（手推车暂缺），增加了必要的后勤工作人员。师成立了干部轮训大队。师接受了一批新装备，有五一式手枪919支，五〇式冲锋枪1223支。中国人民志愿军第二十三军军长钟国楚，政治委员卢胜，副军长杜屏，参谋长饶惠潭，政治部代主任张孤梅，下辖第六十七、第六十九、第七十三师。8月中旬，69师新任师长李木生、政委郭济民到职。1952年8月25日，开始从苏州站等车北上。8月29日先后到达丹东。部队集结7天，进行思想动员和入朝前的各项准备工作，首先根据军党委发布的动员令及“告全体党、团员书”，各团进行了入朝参战动员。动员除反复说明入朝参战的伟大意义和责任外，还强调了作战任务的艰巨性以及打好入朝第一仗——千里行军的重要性，强调了发扬国际主义精神，切实尊重朝鲜人民和军队，爱护朝鲜一山、一水、一木，保持我军优良传统，坚决做到纪律严明，秋毫无犯等原则。动员后，部队进行了新式武器的实弹射击、夜行军、防空、露营、挖无烟灶等训练，向连以上干部介绍了朝鲜地形环境、民俗风情、战场特点等情况。9月4日，各团分别召开了入朝誓师大会。部队开展了以爱荣誉、爱朝鲜一山一水一草一木、爱同志、爱身体、爱物资的“五爱”和防空、防特、防冻、防事故、防病、防逃亡的“六防”为中心的立功运动，以及群众性的思想、体力互助和文娱活动。1952年9月5日至6日，69师跨过鸭绿江，向朝鲜东海岸进军。1952年10月1日，历时24天，行程500多公里，抵达朝鲜元山西南的丛浦里地区，接替了中国人民志愿军第二十军位于朝鲜半岛东海岸的防务。69师接防第60师，南起新高山西北的205高地，北至之山以西的长浦洞地带。第20军留朝的第59师炮兵团团直及第60师榴炮1营和69师炮兵分队合编，于1952年12月在耳洛里组建了69师炮兵团，团长朱万国，政委武及普，副团长蔡国玉，参谋长何雄飞，政治主任刘凡，下辖三个炮兵营，以原第60师美造105榴弹炮营为第一营，以69师属山炮营为第二营，以206团战袍连、207团步炮连和担架营1连组建为第三营（缺一个连，内有60师山炮8门）。全团美造105榴炮13门，日式山炮19门。榴炮为汽车牵引，其余炮为骡马牵引。各团增建了司令部炮兵室和无后座炮连（暂缺）。第60师移交27挺高射机枪，配给了各团高机连；移交下来的一部分苏式轻重机枪装备了205团全部和207团2个营。第60师的担架营（欠一连）编为我师后勤担架营，各团均接收了60师友邻团两个担架排，充实到原来的担架连。
1952年10月，第69师师长：李木生，政治委员：郭济民，副师长：秦镜、卫去非，副政治委员：周密，参谋长：张玉成，政治部主任：程一湘。
在1952年10月14日至11月15日“金化攻势”被第15军粉碎后，23军奉命将守卫东海岸的任务交给第15军，开赴“三八”线，接替正面防御作战任务。12月29日至30日间，69师在“行好军、接好防、守好阵地、打好仗”的口号下，以205团、207团、师直、206团的次序，冒着敌机轰炸，向“三八”线开进，经过4天300里的雪地负重行军，于1953年1月3日，先后到达龙湘里、墙村里、长在里、广岸里地区集结。从1953年1月4日开始，69师接替第38军第114师的防务，于1月8日接访完毕；在驿谷川南北两岸，西起上加丹洞，东至栗木洞，正面约12公里，纵深约20公里，当面之敌系南韩第二师，下辖第七、第三十一、第三十二3个步兵团，1.2万余人。右为67师扼守五里亭，确保开城侧后的安全。
1953年1月，在芝山洞南侧高地的“丁字山”战斗中，第六十七师第二〇一团以一个排抗击美军第8集团军的“陆空联合作战试验”，以伤亡11人的代价歼敌150人，守住了阵地。美联社事后报道，应邀来观摩的美国国会议员们怀着“忧郁”的心情对这种“斯巴达”式进攻感到怀疑。
1953年5月27日志愿军发起夏季战役第二阶段，以打击南韩军为主，适当打击美军，暂不打英军。69师自6月17日起先后对南韩第二师前沿支撑点浦里东北无名高地、394.8高地北300、360高地、283、5高地东北无名高地之敌开展了反击作战。
1953年7月发起金城战役，23军为积极配合东线主要方向的进攻，决心对敌实施较大规模的反击作战，并在反复争夺中大量歼灭敌人，确定以67师对石岘洞北山，73师对281.2高地的两无名高地同时发起反击。16军32师接替69师防务，6月25日交防完毕后，69师移防伊川东北之梧花洞地区集结待命。7月6日夜，67师发起了石岘洞北山战斗，73师对281.2高地的两无名高地战斗；7月9日，69师206团奉命赶至石岘洞北山参战，其余部队待命。206团受命后，即冒雨涉水，以2天行程赶到集结地域，因连续下大雨，山洪暴发，被洪水阻隔未投入作战的石岘洞北山战斗中，第六十七师第二〇〇团战士许家朋为掩护部队冲击，扑向敌地堡射孔牺牲，战后获“朝鲜民主主义人民共和国英雄”称号。在朝鲜停战协定签字前，第二十三军共作战109次，歼敌14833人（含美军7806人），击落敌机152架，击伤敌机282架，击毁敌坦克43辆，击伤敌坦克63辆。在7个月的作战中，第二十三军共2485名指战员牺牲（其中包括第二十三军参谋长饶惠潭、第二〇〇团政治委员陆骏），3635人负伤。

### 驻扎朝鲜
1953年9月中旬开始至1954年5月，集中主要力量加固作战阵地。从1954年开始至1957年间进行了战备训练。1953年11月初，按军委颁发的陆军步兵师编制进行了整编。师直新建了高炮营、炮兵指挥连、汽车连；步兵团组建了炮兵营，1个工兵连、每营4个步兵连、步兵排4个步兵班，各营机炮连扩建为重机枪连和炮连。  
1958年2月准备撤出朝鲜。23军向朝鲜人民军第七军团移防，69师向朝鲜人民军近卫姜健第二步兵师团移防任务。205团防务交与人民军步兵第55联队；206团防务交与人民军步兵第17联队；207团防务交与人民军步兵第6联队；炮兵348团防务交与人民军第2联队；师直、民警大队与人民军师团直属队、民警大队交接防务。1958年3月5日开始按照先室内后室外、先文件后物资、先图上后现地的顺序交接防务。3月11日交接完毕，举行了签字仪式。移交后，志愿军各级群众纪律检查委员会对部队的群众纪律进行了检查。部队和驻区人民群众进行了各种形式的联欢活动，并到驻地附近的烈士陵园向烈士告别宣誓。3月13日，朝鲜劳动党和朝鲜民主主义人民共和国政府特派朝鲜最高人民会议常任委员长崔庸健率人民军总部协奏团来69师慰问送别，赠送了锦旗以及大批礼品。朝鲜铁原郡及其各里的领导和群众代表也进行了慰问送别。3月16日，69师从驻地出发，朝鲜人民军和驻地人民群众举着中朝两国的国旗和毛主席、金首相的画像，手持花束彩旗，穿着节日服装，在十几里长的公路上载歌载舞、盛情欢送。3月18日，部队在福溪站登车回国，沿途受到朝鲜人民同样的热烈欢送。3月20日，69师到达丹东。3月25日前，先后到达国内新的驻地。

### 和平建设时期
1958年3月16日，中国人民志愿军第二十三军从朝鲜回国，3月29日抵达中国黑龙江省，恢复中国人民解放军第二十三军番号。此后驻防黑龙江省。当时第二十三军所属部队由若干步兵师、炮兵基干团编成；机关设有司令部、政治部、后勤部、干部管理部、炮兵指挥部。1960年4月19日，中国人民解放军总参谋部下发《关于修改某些机构、职务名称事的通知》，改称中国人民解放军陆军第二十三军。1962年8月，第二十三军依照中华人民共和国国防部1962年1月颁布的新编制整编，所属步兵师分别整编成甲种、乙种步兵师。1960年代初，第二十三军参加大庆石油会战。1966年3月，第二十三军战士刘英俊为保护儿童，拦惊马牺牲。1969年3月，第七十三师一部参加珍宝岛战斗，第二一七团第一营营长冷鹏飞和第一连副连长王庆容战后获中央军委授予“战斗英雄”称号。1969年12月全军重排番号，第七十三师改称第六十八师。
1985年，陆军第二十三军改编为中国人民解放军陆军第二十三集团军（代号中国人民解放军81032部队），军部位于黑龙江省哈尔滨市，隶属沈阳军区，为乙类集团军。下辖步兵第六十七、六十八、六十九师共计3个步兵师，并编入坦克旅、炮兵旅、高炮旅以及守备第五、第七师（1992年撤销）。
1987年5月，在大兴安岭森林大火中，步兵第六十八师是首支赶赴火场的部队，此后全师立集体一等功，“大胡子师长”吴长富入选当年中国“十大新闻人物”。1991年中国“十大新闻人物”中又有被赞誉为“现代军人楷模”的陆军第二十三集团军步兵第六十九师炮兵团原参谋长苏宁。1998年夏，陆军第二十三集团军参加松花江、嫩江抗洪抢险，步兵第六十九师第二〇五团获中央军委授予“抗洪抢险模范团”称号。此后，1998年步兵第六十七师、第六十八师分别改成步兵旅和摩步旅，坦克旅改为装甲旅。
2003年12月，陆军第二十三集团军撤编，原属陆军第二十三集团军的步兵第六十九师、摩托化步兵第六十八旅并入长春的中国人民解放军陆军第十六集团军。原步兵第六十七旅缩编为步兵第六十九师第二〇七团；原步兵第六十九师装甲团撤销，由原陆军第二十三集团军装甲旅缩编为步兵第六十九师装甲团。

## 编制
2003年撤编前，陆军第二十三集团军下辖：
- 军直部队：
  - 通信团
  - 工兵团
  - 司机卫生员训练大队
  - 教导大队
- 步兵第六十七旅
- 摩托化步兵第六十八旅
- 步兵第六十九师
- 装甲旅
- 炮兵旅
- 高炮旅

## 历任领导

### 华中野战军第一师
| 第一师师长 - 粟裕（1946年5月—1946年12月） 第一师副师长 - 陶勇（1946年5月—1947年2月） | 第一师政治委员 - 粟裕（1946年5月—1946年12月，师长兼） 第一师副政治委员 - 王集成（1946年5月—1947年2月） |

| 第一师参谋长 - 梅嘉生（1946年5月—1947年2月） | 第一师政治部主任 - 韩念龙（1946年5月—？） |

### 华东野战军第四纵队
| 第四纵队司令员 - 陶勇（1947年2月—1949年2月） 第四纵队副司令员 | 第四纵队政治委员 - 王集成（1947年2月—1948年9月） - 郭化若（1948年9月—1949年2月） 第四纵队副政治委员 |

| 第四纵队参谋长 - 梅嘉生（1947年2月—1949年2月） | 第四纵队政治部主任 - 刘文学（1947年2月—？） |

### 中国人民解放军陆军第二十三军
| 中国人民解放军陆军第二十三军军长 1. 陶勇（1949年2月—1949年11月） 2. 陈庆先（1949年11月—1952年7月） 3. 钟国楚（1952年7月—1956年11月） 4. 吴瑞山 少将（1956年11月—1959年11月） 5. 刘永源 少将（1959年11月—1963年11月） 6. 游好扬 少将（1963年11月—1969年8月） 7. 袁俊（1969年8月—1980年12月） 8. 黄浩（1980年12月—1983年5月） 9. 邵昭（1983年5月—1985年8月） 中国人民解放军陆军第二十三军副军长 - 梅嘉生（1949年2月—1949年11月） - 彭德清（1949年—1949年7月） - 杜屏 大校（1952年8月—1957年） - 刘春山 大校（1955年5月—？） - 游好扬 少将（1957年2月—1963年11月） - 张万合 大校（1958年—？） - 陈桂昌 大校（1961年—1965年2月） - 孙云汉 大校（？—1969年8月） - 翟仲禹 大校（？—1969年8月） - 黄浩（1969年10月—1980年12月） - 冷鹏飞（？—1985年8月） - 江运发（？—？） - 张斌（？—？） - 贾晓东（？—1981年6月） - 李海波（？—1981年） - 吴玉谦（1983年5月—1985年8月） - 冉明学（1983年—1985年8月） - 郑海林（1983年6月—1985年8月） …… | 中国人民解放军陆军第二十三军政治委员 1. 卢胜（1949年2月—1954年6月） 2. 钟国楚 少将（1954年6月—1956年11月，军长兼） 3. 陈茂辉 少将（1956年11月—1958年1月） 4. 谢福林 少将（1958年1月—1960年1月） 5. 王屏 少将（1960年1月—1964年9月） 6. 张午 少将（1964年9月—1969年3月） 7. 傅奎清（1969年3月—1976年5月） 8. 夏光亚（1976年5月—1983年6月） 9. 戴学江（1983年6月—1985年8月） 中国人民解放军陆军第二十三军副政治委员 - 刘文学（1949年2月—1949年11月） - 符确坚（1950年2月—1952年2月） - 曾旭清（1952年—？，代副政治委员） - 李彬山（？—？） - 陈茂辉 少将（？—1956年11月） - 谷凤鸣 大校（？—？） - 张万合 大校（？—1964年） - 张午（1964年6月—1964年9月） - 傅奎清（1966年2月—1969年3月） - 夏光亚（1967年9月—1976年5月） - 佘景行（？—1980年） - 左仲平（？—？） …… |

| 中国人民解放军陆军第二十三军参谋长 1. 梅嘉生（1949年2月—1949年11月，副军长兼） 2. 谭知耕（1949年11月—1950年11月） 3. 张云龙（1950年11月—1952年8月） 4. 万振西（1952年8月—1952年） 5. 饶惠谭（1952年—1953年3月牺牲） 6. 贾若瑜（1953年—？） 7. 于权伸（？—？） 8. 刘春山 大校（？—1955年5月，参谋长；？—？，副军长兼参谋长） 9. 孙云汉 大校（1957年8月—？，参谋长、副军长兼参谋长） 10. 谢长华 大校（1964年6月—1966年2月） 11. 江运发 大校（1966年2月—？） 12. 黄浩（1969年10月—？，副军长兼参谋长） 13. 贾晓东（？—？） 14. 朱平（？—？） 15. 李海波（？—？） 16. 邵昭（1980年12月—1983年5月） 17. 何道泉（1983年5月—1985年8月） 中国人民解放军陆军第二十三军副参谋长 - 于权伸（1953年—？） - 曾保堂 少将（1953年—1963年，第二副参谋长） - 刘春山（1953年5月—1953年7月，副参谋长；1953年7月—？，第三副参谋长） - 梁竹吉 大校（？—1956年） - 秦镜 上校（？—1956年4月） - 邵昭（1969年10月—1973年） - 贾晓东（？—？） - 李海波（？—？） - 郑海林（1983年3月—1983年6月） …… | 中国人民解放军陆军第二十三军政治部主任 1. 谢云晖（1950年1月—？） 2. 符确坚（1950年2月—1952年2月，副政治委员兼） 3. 张孤梅（1952年8月—1954年，政治部代主任、主任） 4. 陈烙痕 大校（1954年—1957年） 5. 陈茂辉（？—？） 6. 李彬山（？—？，副政治委员兼） 7. 谷凤鸣 大校（？—？） 8. 傅奎清 大校（1964年1月—1966年2月） 9. 夏光亚（1966年4月—1967年9月） 10. 佘景行（1969年2月—？） 11. 金炬（？—？） 12. 戴学江（？—1983年6月） 13. 张振瀛（1983年5月—1985年8月） 中国人民解放军陆军第二十三军政治部副主任 - 谢云晖（1949年2月—1950年1月） - 符确坚（1949年3月—1950年2月） - 张孤梅（1951年1月—1952年8月） - 陈烙痕（？—1954年） - 夏光亚（1959年8月—1966年4月） - 眭翔（？—？） …… |

| 中国人民解放军陆军第二十三军后勤部部长 - 王秩然（1949年2月—？） …… | 中国人民解放军陆军第二十三军后勤部政治委员 - 李华楷（1949年2月—？） - 夏光亚（1952年6月—1953年） …… |

### 中国人民解放军陆军第二十三集团军
| 中国人民解放军陆军第二十三集团军军长 1. 何道泉 少将（1985年8月—1990年6月） 2. 吴玉谦 少将（1990年6月—1995年7月） 3. 王建民 少将（1995年11月—1996年10月） 4. 柳凤举 少将（1996年12月—2002年1月） 5. 寇铁 少将（2002年1月—2003年12月） 中国人民解放军陆军第二十三集团军副军长 - 吴玉谦（1985年8月—1986年12月） - 冉明学（1985年8月—？） - 郑海林 少将（1985年8月—1990年7月） - 冷鹏飞 少将（1985年8月—1993年） - 柳凤举 少将（1992年10月—1996年7月） - 王建民 少将（1993年2月—1995年11月） - 侯树森 少将（1995年7月—1999年12月） - 岳惠来 少将（1996年2月—2002年1月） - 侯继振 少将（2003年1月—2003年12月） | 中国人民解放军陆军第二十三集团军政治委员 1. 董宜胜 少将（1985年8月—1994年12月） 2. 张世显 少将（1995年3月—2003年12月） 中国人民解放军陆军第二十三集团军副政治委员 - 张振瀛 少将（1985年8月—1990年4月） - 姚国义 少将（？—？） - 张明晨 少将（？—？） - 李国生 少将（？—？） |

| 中国人民解放军陆军第二十三集团军参谋长 1. 王兴 少将（1985年—1990年） 2. 柳凤举 少将（？—1992年10月） 3. 王挺进 少将（？—2001年3月） 4. 侯继振 少将（2001年3月—2003年1月） 5. 顾炳荣（2003年1月—2003年12月） 中国人民解放军陆军第二十三集团军副参谋长 - 侯树森（？—？） - 柳凤举（？—？） - 孙加金（？—？） …… | 中国人民解放军陆军第二十三集团军政治部主任 1. 李国生 大校（？—？） 2. 许耀元 大校（？—？） 3. 刘森 大校（？—1997年12月） 4. 王金祥 大校（1999年9月—2002年12月） 5. 吴长海 大校（2002年12月—2003年12月） 中国人民解放军陆军第二十三集团军政治部副主任 |

| 中国人民解放军陆军第二十三集团军后勤部部长 - 刘志明（？—2003年12月） | 中国人民解放军陆军第二十三集团军装备部部长 |

中国人民解放军陆军第二十三集团军纪律检查委员会书记
中国人民解放军陆军第二十三集团军善后办公室主任
- 顾炳荣（2003年12月—？）

## 荣誉
曾被授予荣誉称号的单位有：
- 金刚钻团：步兵第六十七师第一九九团[14]
- 红军团、铁锤子团：步兵第六十八师第二〇二团[14]
- 王成团：步兵第六十八师第二〇三团[14]
- 红军团、老虎团、抗洪抢险模范团：步兵第六十九师第二〇五团[3][14]
- 渡江先锋团：步兵第六十九师第二〇七团[14]
- 苏宁团：步兵第六十九师炮兵团[14]
- 大兴安岭扑火英雄营：步兵第六十九师第二〇五团第三营[3]